# Sansão e Dalila (filme)
Sansão e Dalila (no original em inglês: Samson and Delilah) é um filme estadunidense de 1949, um épico realizado por Cecil B. DeMille.
O argumento do filme foi adaptado da célebre história bíblica de Sansão e Dalila, no Livro dos Juízes. Possui cenas clássicas como a famosa e monumental destruição do templo.

## Sinopse
O hebreu Sansão, famoso pela sua força descomunal, fica noivo de uma mulher filistéia chamada Semadar. Ela é morta logo depois do casamento pelos filisteus na tentativa de matar Sansão. A irmã de Semadar, Dalila, que é apaixonada por Sansão, porém é muito ambiciosa, tenta descobrir o segredo da força de Sansão em troca de pratas e riqueza. Após descobrir que a força está em seu cabelo, Dalila o corta e entrega Sansão aos filisteus sem saber que seu povo o deixará cego e o fará sofrer. No final, a força de Sansão volta e ele acaba matando todos os filisteus em um templo onde ia ser chicoteado.

## Elenco
- Hedy Lamarr .... Dalila
- Victor Mature .... Sansão
- George Sanders .... Saran de Gaza
- Angela Lansbury .... Semadar
- Henry Wilcoxon .... Ahtur
- Russ Tamblyn .... Saul
- Olive Deering .... Miriam
- Tom Tyler .... Capitão (não creditado)
- George Reeves .... Mensageiro
- Lane Chandler .... Teresh (não creditado)
- Al Ferguson .... homem do vilarejo (não creditado)
- Frank Mayo[1] .... Mestre arquiteto (não creditado)
- Crauford Kent[2] .... Astrólogo da corte no Conselho (não creditado)

## Outros Filmes sobre Sansão no Cinema
- Nem Sansão nem Dalila, de 1953 - Chanchada nacional com Oscarito que satirizou o filme clássico de 1949:
- O Filho de Sansão, de 1963 - épico italiano:
- Hércules, Sansão, Maciste e Ursus, de 1964 - outro épico italiano:

## Curiosidades
- Groucho Marx tinha como uma das frases mais lembradas aquela que dizia não ter ido assistir a Sansão e Dalila, pois sabia que não iria gostar de um filme em que "o mocinho" (Victor Mature) tinha mais peito que "a mocinha" (Hedy Lamarr).
- Em uma cena do filme clássico de 1950 Sunset Boulevard (br.:Crepúsculo dos Deuses), a personagem da ex-estrela do cinema mudo Norma Desmond (interpretada por Gloria Swanson) vai ao Estúdio da Paramount e encontra o diretor Cecil B. DeMille num set de filmagens (que na vida real estava dirigindo Samson and Delilah).
- De acordo com a Bíblia, Sansão era nazireu de Deus e sua força era provida por Ele quando clamava ao Espírito de Deus. Quando dissera a Dalila que sua força provinha de seus cabelos desagradou a Deus que lhe dissera para jamais falar a ninguém sobre isso, porquanto era nazireu de Deus e sobre seus cabelos não passaria navalha. Ao revelar a Dalila sobre isso, o Espírito de Deus se afastou de Sansão e sua força descomunal, que era na verdade, do Espírito de Deus, foi-se embora também. Sua força nada tinha a ver com seu cabelo, mas com o temor e a obediência a Deus.
- Foi o último filme do ator do cinema mudo, que atuou em mais de 300 filmes, Frank Mayo, num pequeno papel não-creditado.
- Vários trajes utilizados no filme têm origem no Marrocos, incluindo caftãs[3] tradicionais.